# Nosferatu: Phantom der Nacht
Nosferatu: Phantom der Nacht is een Duitse vampierfilm uit 1979 van Werner Herzog, naar het boek van Bram Stoker, met Klaus Kinski als Graaf Dracula.
De film is opgenomen in het stadscentrum van Delft, in Schiedam en gedeeltelijk in Transsylvanië. Het is een hommage aan de film Nosferatu, eine Symphonie des Grauens van Friedrich Wilhelm Murnau uit 1922. Er bestaat zowel een Duitstalige als Engelstalige versie van de film: beide versies werden gelijktijdig opgenomen.
Muziek van de film werd gemaakt door Popol Vuh en verscheen in 1978 op de albums Brüder des Schattens - Söhne des Lichts en Nosferatu.

## Verhaal
Jonathan Harker, een makelaar uit de Duitse stad Wismar, krijgt op een dag een opdracht van zijn baas Renfield om in de Karpaten de verkoop van een huis af te ronden met een zekere Graaf Dracula. Harker laat zijn vrouw Lucy achter bij zijn vriend Hutter voordat hij aan zijn reis begint.
Onderweg stopt Harker in een herberg, waar de bewoners grote angst lijken te hebben voor Dracula. In zijn kamer vindt Harker een boek over vampiers, dat hij voor hij gaat slapen doorleest. Hij moet de volgende dag te voet naar het kasteel daar de koetsier hem weigert te brengen. Hij wordt echter al snel opgehaald door de koets van de graaf. In het kasteel wordt hij welkom geheten door de graaf, die een grote hoed draagt om zijn gruwelijke uiterlijk te verbergen. Harker handelt de verkoop af, en gaat in op het aanbod van de graaf om de nacht in het kasteel door te brengen.
De volgende dag wordt Harker wakker in een leeg kasteel met bijtwonden in zijn nek. Hij denkt dat deze van muggen zijn, tot hij zich het boek over vampiers herinnert. Die nacht valt Dracula Harker aan. Tegelijk krijgt Lucy thuis nachtmerries en roept Harkers naam. Ze wordt later gevonden in een coma. Haar geschreeuw stopt de aanval en Dracula trekt zich terug. Wanneer Harker later het kasteel verkent, ontdekt hij Dracula slapend in een doodskist. De volgende ochtend vertrekt Dracula naar zijn nieuwe huis en laat Harker achter in het kasteel. Harker kan ontsnappen, maar dan heeft Dracula al een grote voorsprong.
Terug in Wismar blijkt Renfield te zijn opgenomen in een inrichting. Hij heeft de vreemde gewoonte ontwikkeld om vliegen te willen eten. Harker arriveert in het dorp om iedereen te waarschuwen voor Dracula. Al snel wordt het dorp getroffen door een paar mysterieuze sterfgevallen, die worden toegeschreven aan de pest. Lucy leest ook het boek over vampiers en ontdekt zo dat een vampier niet tegen zonlicht kan. Ze besluit Dracula in de val te lokken door hem vlak voor de ochtend haar huis binnen te laten.
In de climax van de film slaagt haar plan. Dracula vergeet de opkomende zon en wordt door het zonlicht geveld. Inmiddels is Harker veranderd in een vampier.

## Rolverdeling
| Acteur            | Personage               |
| ----------------- | ----------------------- |
| Klaus Kinski      | Graaf Dracula           |
| Isabelle Adjani   | Lucy Harker             |
| Bruno Ganz        | Jonathan Harker         |
| Roland Topor      | Renfield                |
| Walter Ladengast  | Dr. Van Helsing         |
| Jacques Dufilho   | De kapitein             |
| Dan van Husen     | Gevangenisdirecteur     |
| Jan Groth         | Havenmeester            |
| Carsten Bodinus   | Schrader                |
| Martje Grohmann   | Mina                    |
| Rijk de Gooyer    | Stadsambtenaar          |
| Lo van Hensbergen | Havenmeesters assistent |
| Werner Herzog     | Dokwerker (onvermeld)   |

## Verschillen met het origineel
Tussen de originele film uit 1922 en deze versie uit 1979 zijn meerdere verschillen. De oude film was een stomme film, in zwart-wit, terwijl dit een sprekende kleurenfilm is. Ook waren in de originele film de namen van de personages veranderd. In deze versie zijn de namen terugveranderd naar die uit het boek. Wel is de verhaallijn grotendeels hetzelfde gebleven als in de eerste film, op enkele wijzigingen na:
- De vampier heeft in deze film een meer complexe persoonlijkheid. Hij is somber en eenzaam. Meerdere keren uit hij zijn afkeer van zijn onsterfelijkheid. Ook is er een dialoog toegevoegd tussen hem en Lucy, waarin hij zijn hunkering naar warmte en liefde uitspreekt.
- Net als in de originele film sterven de meeste slachtoffers van de vampier gewoon. In deze film brengt hij echter ook nog een heleboel ratten mee, evenals de pest waarmee de hele stad in chaos vervalt. In de originele film was de hele pest een misverstand en waren alle doden het werk van de vampier.
- De vampier wordt op dezelfde manier in de val gelokt, maar vergaat niet tot as als de zonnestralen hem treffen. In plaats daarvan zakt hij in elkaar, zonder dat precies duidelijk wordt of hij echt dood is of niet. Van Helsing, die Lucy's verhaal eerst niet geloofde, maakt vervolgens het werk af met een houten staak, een methode die in de originele film niet eens genoemd werd.
- Het einde van deze versie is meer open en duister. Harker blijkt zelf een vampier geworden en laat Van Helsing arresteren wegens moord op de graaf. Vervolgens vertrekt hij om het werk van de vampier voort te zetten.

## Trivia
- De hele filmploeg bestond uit 16 mensen - twee maal zoveel als toen Herzog Aguirre, der Zorn Gottes (1972) draaide.[bron?]
- De slowmotionshots van de vliegende vleermuis zijn niet gefilmd door Herzogs filmploeg. De beelden werden geleend van een wetenschappelijke documentaire.[bron?]
- Herzog heeft zelf een cameo in de film: hij speelt de dokwerker in de haven van Varga die zijn voet in een van de doodskisten van de graaf steekt en gebeten wordt door een rat.
- De internationale samenstelling van de filmploeg zorgde ervoor dat sommige acteurs vanwege hun zware accent moesten worden nagesynchroniseerd. Nasynchronisatie bood ook uitkomst als het te duur of te moeilijk was om een scène twee keer op te nemen. De scène waarin Lucy aan een ambtenaar (gespeeld door Rijk de Gooyer) probeert te vertellen over de vampier werd bijvoorbeeld alleen in het Engels opgenomen, en later in het Duits nagesynchroniseerd.
- Gedragsbioloog Maarten 't Hart, die vanwege zijn expertise op het gebied van laboratoriumratten door Herzog werd geraadpleegd, vertelt dat hij niet langer wenste mee te werken toen hij zag hoe onmenselijk deze ratten werden behandeld. De 11.000 ratten, die werden geïmporteerd uit Hongarije, hadden tijdens de dagenlange reis naar Nederland geen eten of drinken en waren bij aankomst begonnen elkaar op te eten. Herzog stond erop dat de witte ratten zwart werden geverfd. Hiervoor moesten de kooien met ratten enkele seconden ondergedompeld worden in kokend water. De helft van de ratten die na deze verfbehandeling nog in leven was, begon zich meteen schoon te likken, zodat de ratten in de film een lichtgrijze tint hebben.[1]
- De film is deels in Nederland opgenomen, met name in Delft en Schiedam.

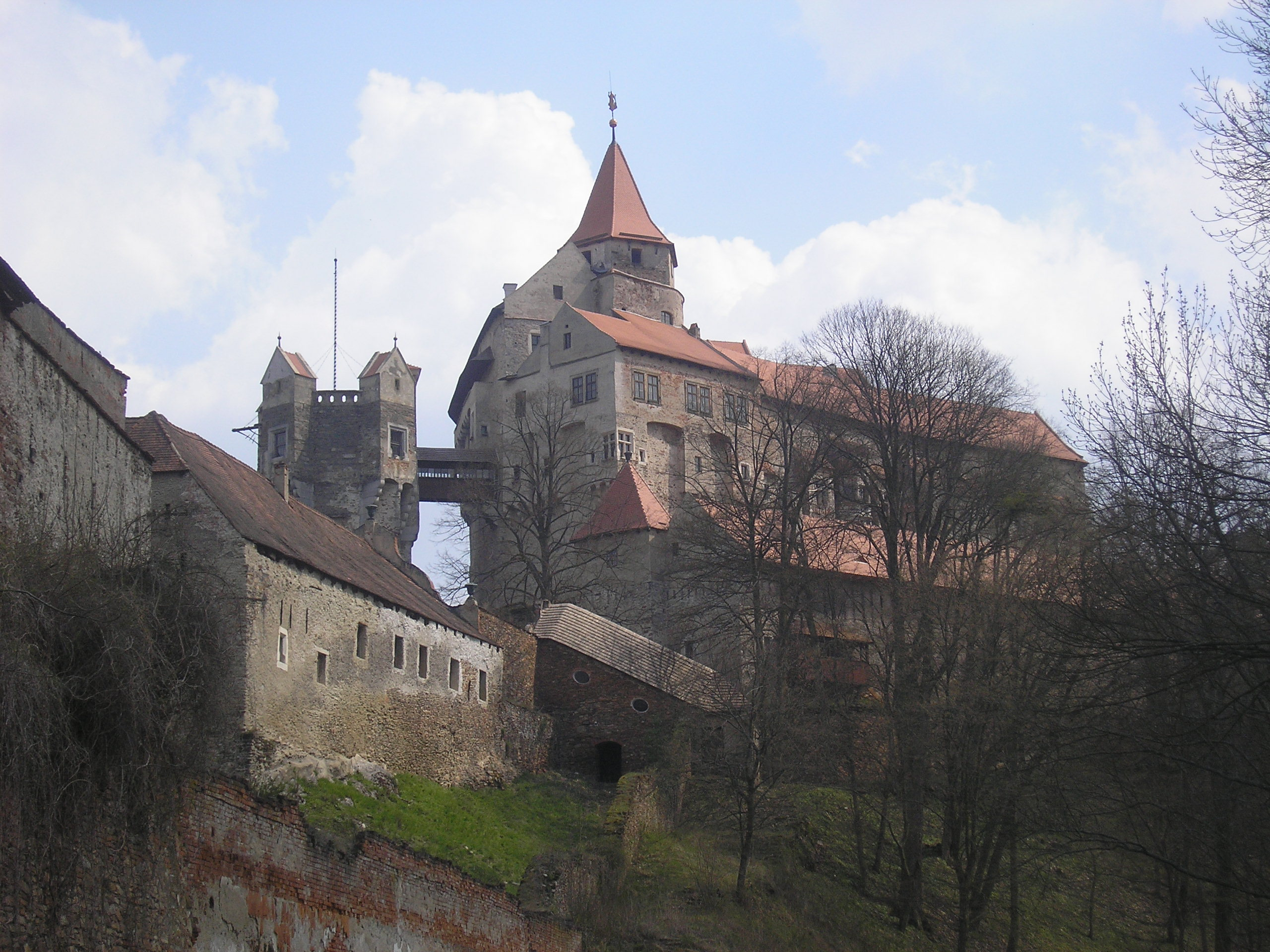
Kasteel Pernštejn as Drakula's home
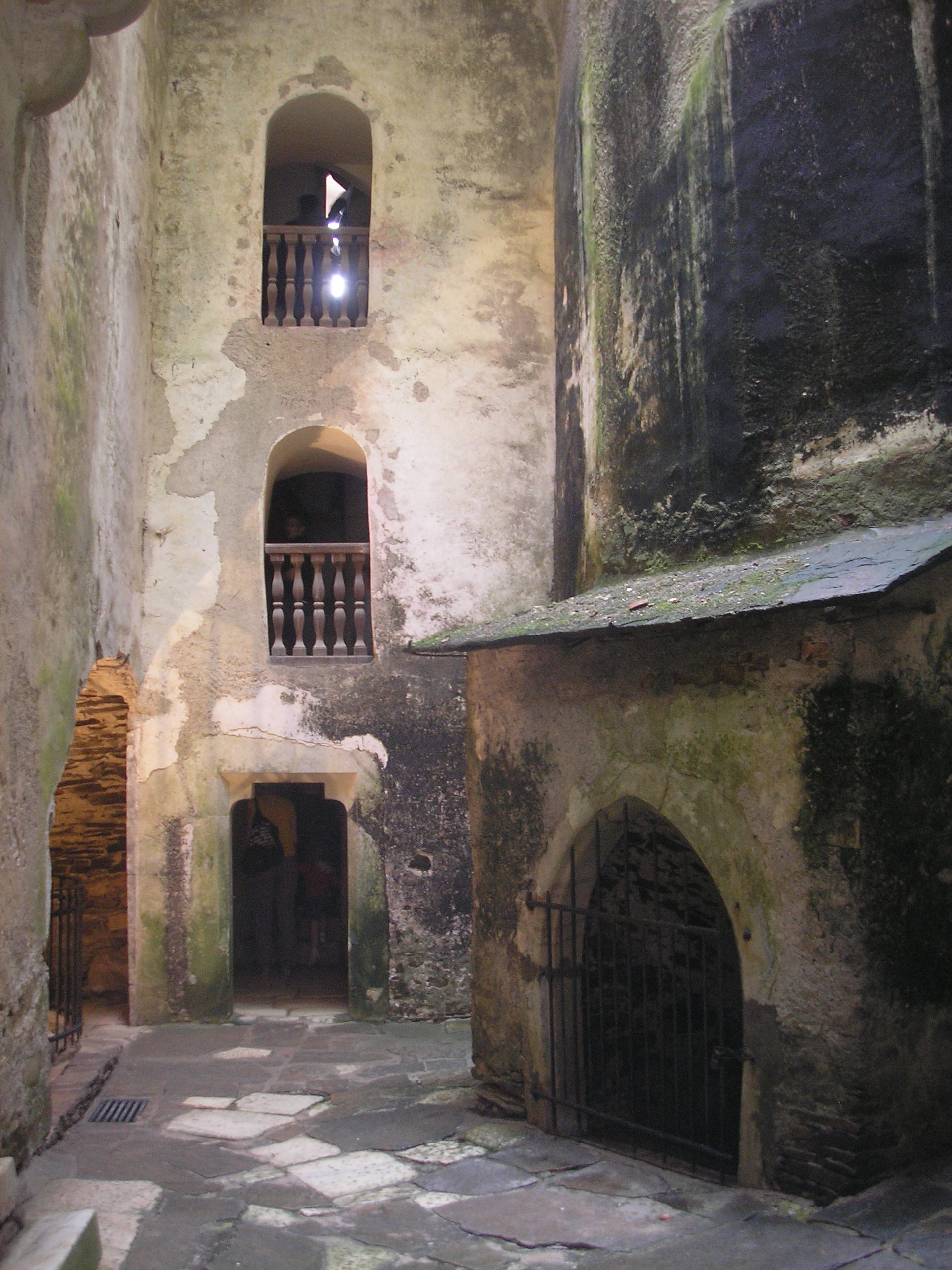
Binnenzaal van kasteel Pernštejn met rechts de ingang naar de crypte van Dracula in de film
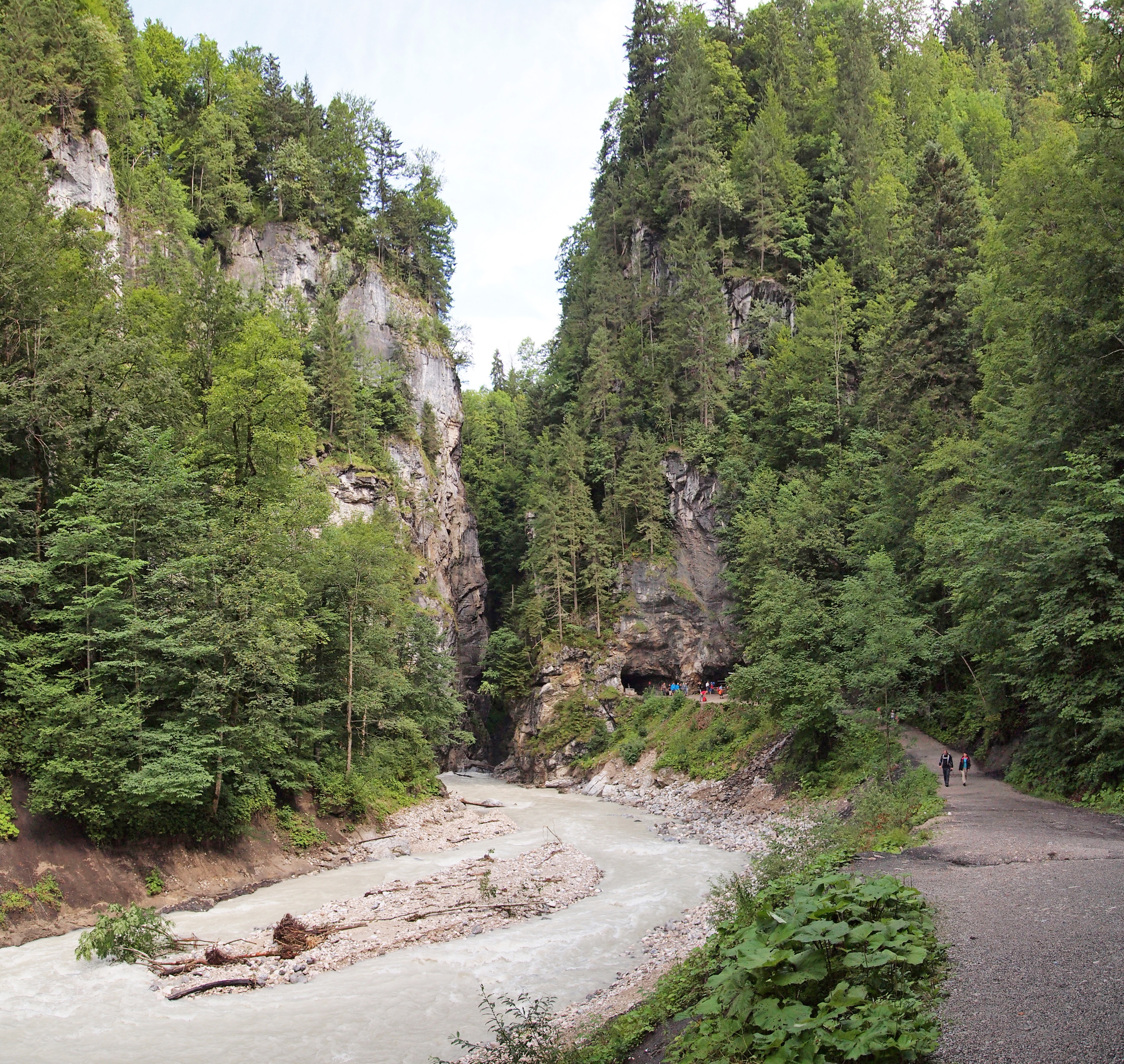
Partnach rivier waarop Harker's reis naar Transsylvanië werd gefilmd
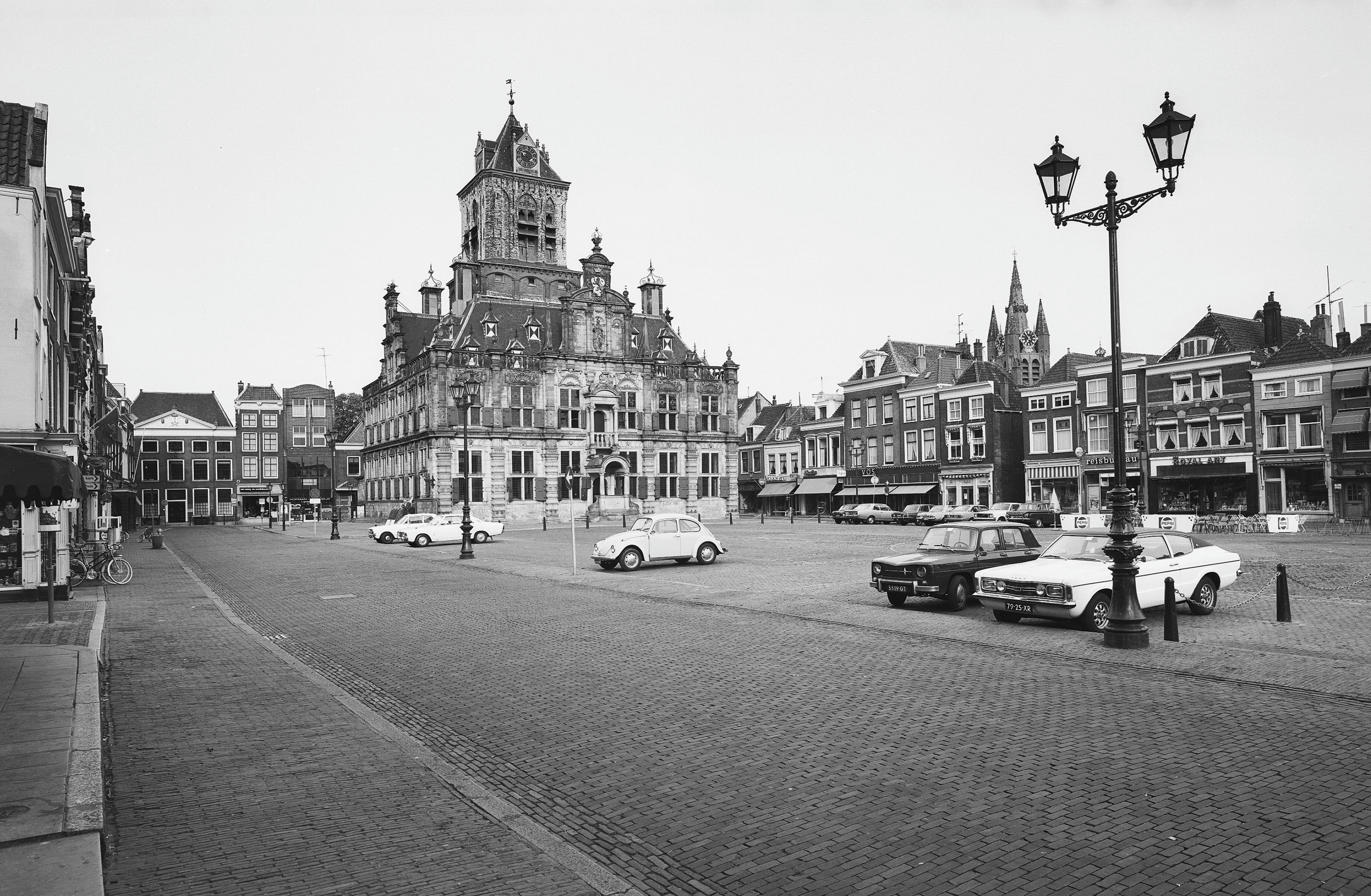
Stadhuis van Delft am markt dienden als centrum van Wisborg (Foto 1975)
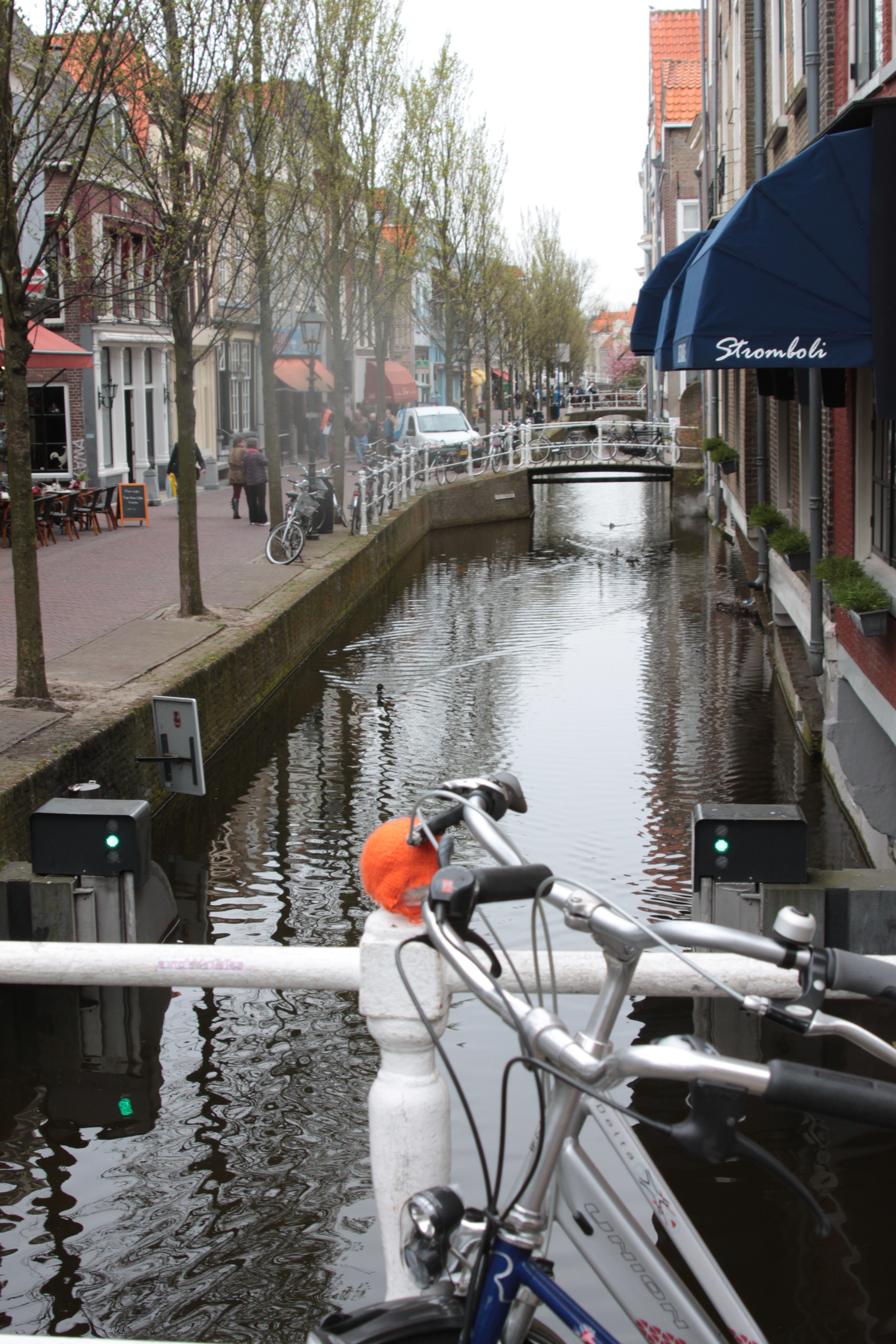
Voldersgracht in Delft als Wisborg (Foto 2013))
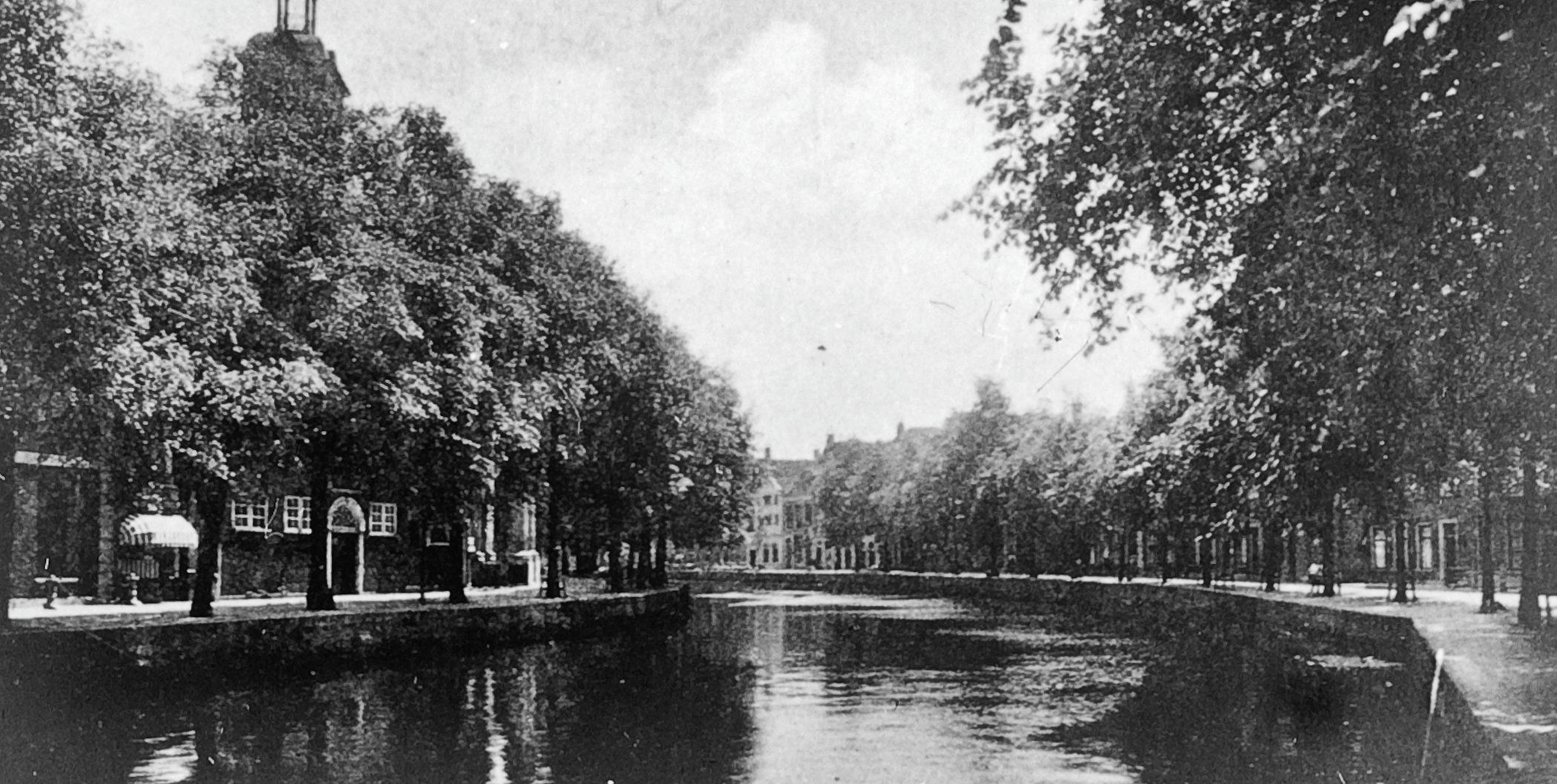
Nieuwe Haven van Schiedam als Wisborg haven (Foto 1942)
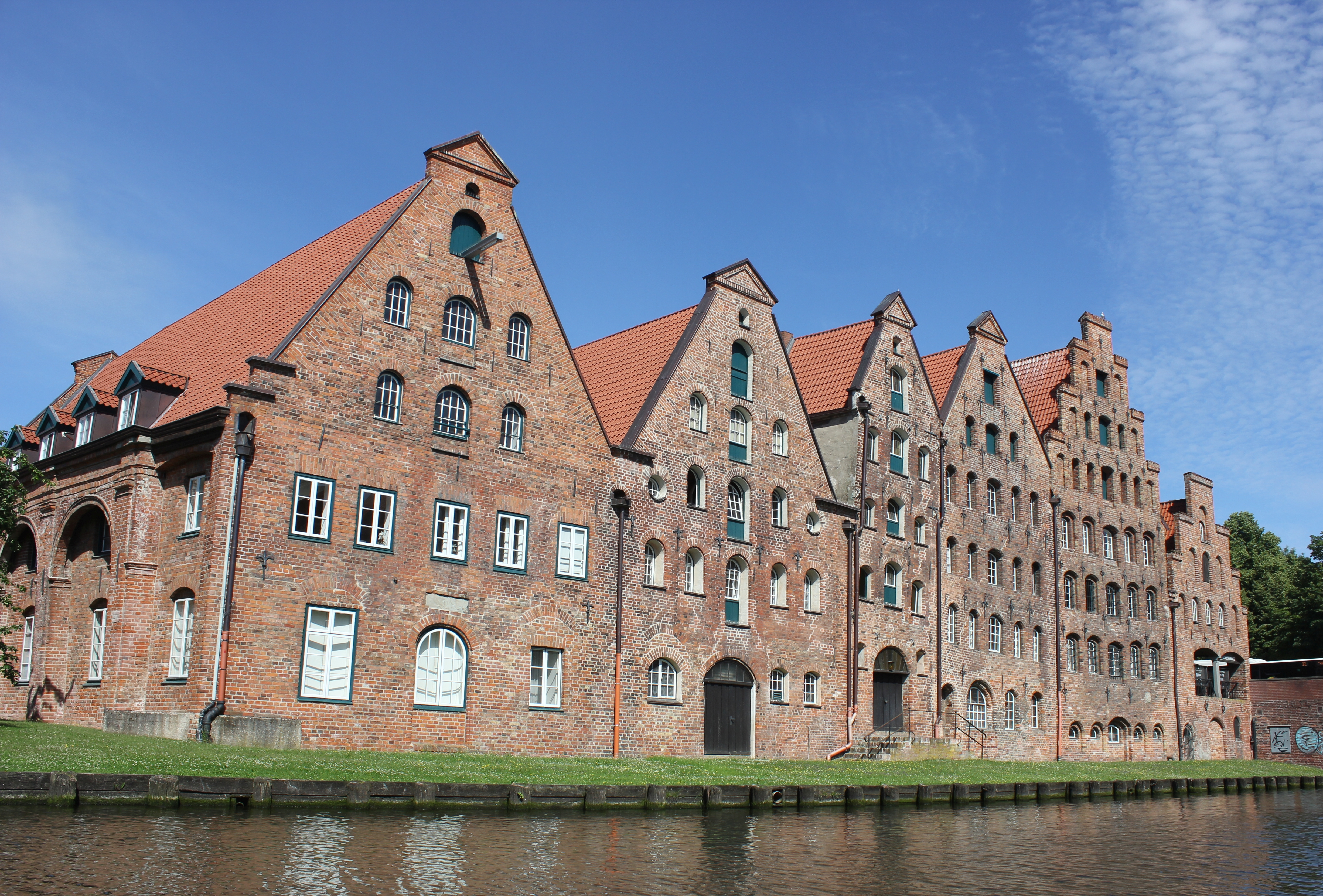
Salzspeicher in Lübeck als Drakula's nieuwe popertie in Wisborg